# Шхвацабая, Георгий Георгиевич
Георгий Георгиевич Шхвацабая (груз. გიორგი გიორგის ძე შხვაცაბაია; род. 15 апреля 1940, Тбилиси) — грузинский скульптор. Народный художник Грузинской ССР (1991), почётный гражданин Тбилиси (2001). Лауреат Государственной премии Грузии (2001) и Государственной премии Грузии имени Шота Руставели (2018).

## Биография
Сын Георгия Шхвацабая (1904—1993).
В 1964 году закончил Тбилисскую академию художеств.

## Работы
- «Sculpture of Mirza Gelovani»,

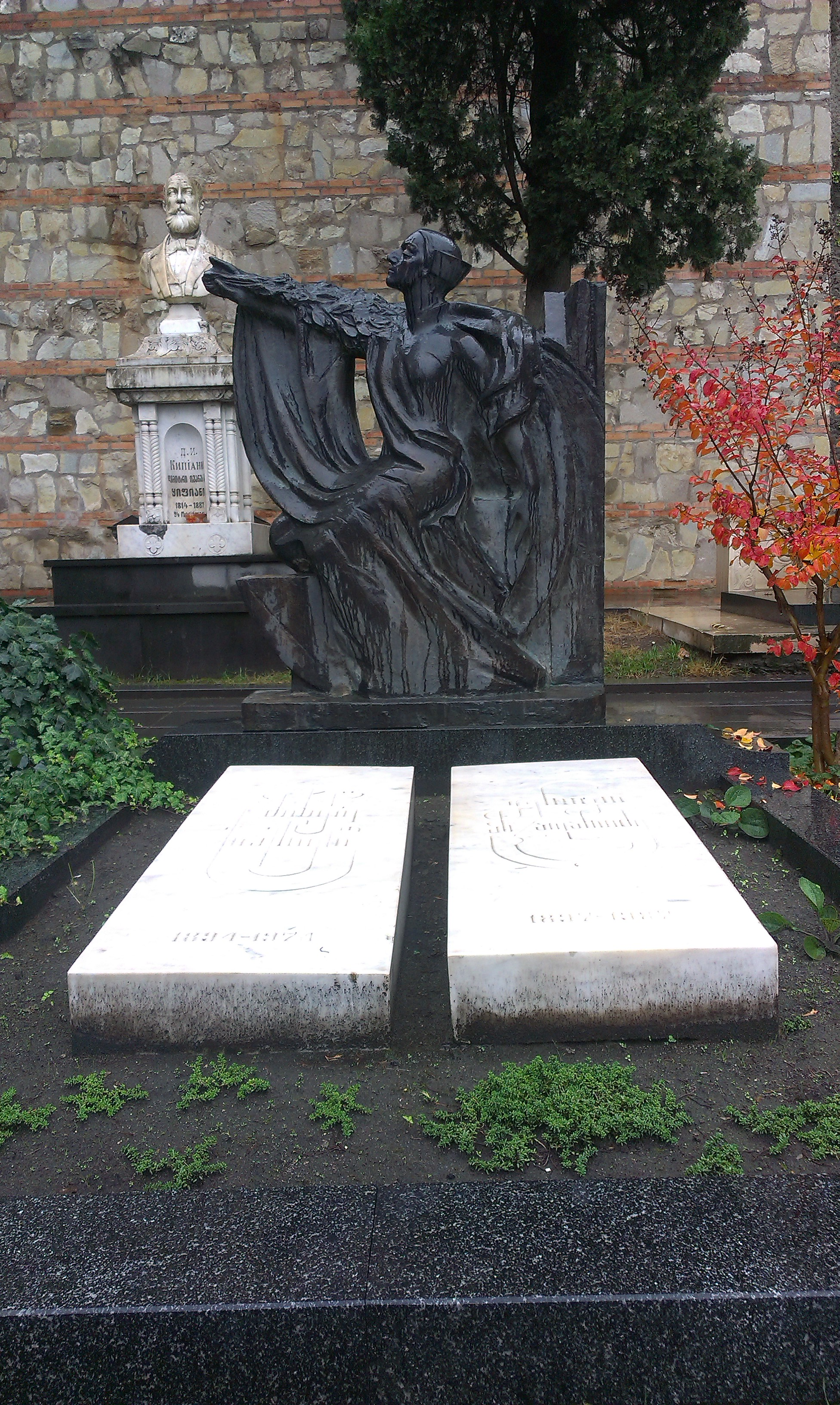
Могила Чиаурели и Анджапаридзе в Пантеоне Мтацминда. Скульптор Георгий Шхвацабая

- «Figure of a young woman» (1976, Medal of the USSR Academy of Arts for the best work),
- «Memorial of the Missing» (1978, Teleti),
- «Flower of friendship» (1980, Rukhi),
- «Commemoration wall» (1981, Парк 9 апреля),
- «Flags» (1989, Парк 9 апреля),
- Галактион Табидзе (1989, Kutaisi, Prize of Georgian Council of Ministers),
- Верико Анджапаридзе (1990, Пантеон Мтацминда),
- «Peace of torch» 1992, Greece, Olympia),
- «Mother land» (1997, first capital of Greek Republic Navplion),
- Жиули Шартава (1997, Сенаки),
- Евгений Микеладзе (2000, Грузинский театр оперы и балета имени Палиашвили)
- «Elevation» (2004, Squere of Heroes, Tbilisi).
- Sculpture of Mikhail Meskhi (2014)